# Ben Cristovao
Ben Cristivao, nato Ben da Silva Cristóvão, detto Benny Cristo (Plzeň, 8 giugno 1987), è un cantante e attore ceco.
Avrebbe dovuto rappresentare la Repubblica Ceca all'Eurovision Song Contest 2020 con il brano Kemama, ma in seguito all'annullamento dell'evento a causa della pandemia di COVID-19 è stato confermato come rappresentante nazionale all'edizione del 2021, dove ha cantato Omaga.

## Biografia
Nato da madre ceca e padre angolano, Ben Cristovao è salito alla ribalta nel 2009 con la sua partecipazione all'edizione inaugurale del talent show Česko Slovenská SuperStar, dove si è classificato 7º. Il suo album di debutto Definitely Different è uscito l'anno successivo, seguito nel 2011 da Benny Cristo e nel 2014 da Made in Czechoslovakia.
Con la crescita della popolarità dell'hip hop in Repubblica Ceca, Ben Cristovao ha ottenuto più popolarità nella seconda metà degli anni 2010, piazzando il suo singolo del 2016 Asio nella top 100 nazionale per quasi un anno. Nel 2018 ha collaborato con la popolare cantante slovacca Mária Čírová sul singolo Padam, che ha raggiunto il 6º posto nella classifica dei singoli della Slovacchia, mentre nel 2019 ha conseguito la sua maggiore hit in madrepatria con Aleiaio, che ha debuttato al 3º posto. Il successo ottenuto l'ha portato ad esibirsi all'O2 Arena di Praga, la maggiore sede per concerti in Repubblica Ceca, il 21 settembre 2019 davanti a più di 15.000 fan.
Il 13 gennaio 2020 è stato confermato come uno dei sette partecipanti ad Eurovision Song CZ, il processo di selezione del rappresentante ceco all'Eurovision Song Contest 2020, con il brano Kemama. Il successivo 3 febbraio, durante l'evento, ha ricevuto il secondo punteggio più alto dalla giuria ed è risultato il preferito dal pubblico ceco, ottenendo abbastanza punti per vincere la competizione e diventando ufficialmente il rappresentante eurovisivo ceco. Tuttavia, il 18 marzo 2020 l'evento è stato cancellato a causa della pandemia di COVID-19. Il successivo 13 maggio è stato confermato come rappresentante ceco all'Eurovision Song Contest 2021. Il suo nuovo brano eurovisivo, Omaga, è stato presentato il 16 febbraio 2021. Nel maggio successivo, Ben Cristovao si è esibito nella seconda semifinale eurovisiva come Benny Cristo, piazzandosi al 15º posto su 17 partecipanti con 23 punti totalizzati e non qualificandosi per la finale.

## Discografia

### Album in studio
- 2010 – Definitely Different
- 2011 – Benny Cristo
- 2014 – Made in Czechoslovakia
- 2021 – Jentak
- 2022 – Protenkontrast
- 2023 – Zvíře
- 2024 – Spektrum
- 2025 – Septum
- 2025 – Khaosan (con Sofian Medjmedj)

### Album di remix
- 2024 – Primitivo remixes vol.1

### EP
- 2017 – Poslední
- 2019 – Live Ben
- 2019 – Kontakt
- 2024 – Hra1 (con Nik Tendo)

### Singoli
- 2013 – Be Mine (con Ezyway)
- 2014 – Těžký váhy (con Cavalier)
- 2014 – Nemůžu si dovolit (con Cavalier)
- 2014 – Utebebejt (con Annet Charitonová)
- 2015 – Žijuproto (con Cavalier)
- 2015 – Ironben
- 2015 – Tabu
- 2016 – Asio (feat. The Glowsticks)
- 2016 – Pure Girl
- 2016 – Food Revolution Day (con Neny, Reginald, Kristian e Nikolaj Arichtev)
- 2016 – Penny
- 2017 – TV Shows (con Sofian Medjmedj)
- 2018 – Padam (feat. Mária Čírová)
- 2018 – Mowgli
- 2018 – Smitko
- 2018 – Naha
- 2018 – Rekviem (con Nox Septima)
- 2019 – Stories (feat. Reginald & The Glowsticks)
- 2019 – Aleiaio
- 2020 – Kemama
- 2020 – Lockdown Love (con Homes)
- 2020 – Zakusky (con Fuuse)
- 2021 – Omaga
- 2021 – Miesto (con gli I.M.T. Smile)
- 2021 – Sbohem
- 2021 – Slobodná (con Aless)
- 2022 – Nevim (con Marcell)
- 2022 – Ten vibe
- 2022 – V oblakoch (con Sima)
- 2022 – Future Champ (con Tribbs)
- 2023 – Zapomenout (con Adam Mišík)
- 2023 – Pumpa (con Ego, Samey e Nuri)
- 2023 – Slzy (con Sofian Medjmedj)
- 2023 – 365 (con YG Moris)
- 2023 – Nelituju/Nemusim nic
- 2023 – Brighter Day (con Sara James)
- 2023 – Jako dřív
- 2023 – SafePlace
- 2023 – Lajf (con Annabelle)
- 2023 – Kráska a zvíře (con Sofian Medjmedj)
- 2023 – Dva Gramy (con Shimmi)
- 2023 – Potim krev
- 2024 – Heartbreaker (con i Mirai e David Koller)
- 2024 – Wildin (con Ph0nkz)
- 2024 – Fire (con Toby Romeo)
- 2024 – Vo co kurva de (con Rohony)
- 2024 – Srdce jo, hlava ne (con Bae)
- 2024 – Omluva
- 2025 – On My Way (con YouNotUs)
- 2025 – Fancy (con Sofian Medjmedj)

### Collaborazioni
- 2021 – Asgard (Calin feat. Stein27, Ben Cristovao & Kojo)

## Filmografia

### Cinema
- Backstage, regia di Andrea Sedlácková (2018)
- Medieval (Jan Žižka), regia di Petr Jákl (2022)

### Televisione
- Ordinace v růžové zahradě – serie TV, 40 episodi (2010-2012)